# Gehaakte blinker
De gehaakte blinker (Heliophanus cupreus) is een spinnensoort uit de familie springspinnen (Salticidae). De soort komt voor in het Palearctisch gebied, inclusief België en Nederland. De gehaakte blinker is de typesoort van het geslacht Heliophanus.